# Temporada da Stock Car Brasil de 2008
A Copa Nextel Stock Car de 2008 é a 30ª edição promovida pela C.B.A. da principal categoria do automobilismo brasileiro. Teve como campeão o paulista Ricardo Maurício, da WA Mattheis, sendo vice-campeão o também paulista Marcos Gomes, da Andreas Mattheis.
Esta temporada marcou também a despedida do maior vencedor da história da categoria, Ingo Hoffmann, vencedor de 12 títulos na Stock Car.

## Equipes e pilotos
| Equipe                       | Carro             | Pneu | Nº | Pilotos            | Corridas      |
| ---------------------------- | ----------------- | ---- | -- | ------------------ | ------------- |
| Eurofarma RC Competições     | Mitsubishi Lancer | G    | 0  | Cacá Bueno         | Todas         |
| Eurofarma RC Competições     | Mitsubishi Lancer | G    | 15 | Antonio Jorge Neto | Todas         |
| Medley-Andreas Mattheis      | Chevrolet Astra   | G    | 77 | Valdeno Brito      | Todas         |
| Medley-Andreas Mattheis      | Chevrolet Astra   | G    | 80 | Marcos Gomes       | Todas         |
| Terra Racing                 | Mitsubishi Lancer | G    | 19 | Rodrigo Sperafico  | Todas         |
| Terra Racing                 | Mitsubishi Lancer | G    | 33 | Felipe Maluhy      | Todas         |
| Red Bull Racing              | Chevrolet Astra   | G    | 12 | Hoover Orsi        | Todas         |
| Red Bull Racing              | Chevrolet Astra   | G    | 29 | Daniel Serra       | Todas         |
| JF Racing                    | Peugeot 307       | G    | 9  | Giuliano Losacco   | Todas         |
| JF Racing                    | Peugeot 307       | G    | 51 | Átila Abreu        | Todas         |
| Vogel Motorsport             | Chevrolet Astra   | G    | 21 | Thiago Camilo      | Todas         |
| Vogel Motorsport             | Chevrolet Astra   | G    | 27 | Guto Negrão        | Todas         |
| Medley-WA Mattheis           | Peugeot 307       | G    | 31 | William Starostik  | Todas         |
| Medley-WA Mattheis           | Peugeot 307       | G    | 90 | Ricardo Maurício   | Todas         |
| AMG Motorsport               | Mitsubishi Lancer | G    | 17 | Ingo Hoffmann      | Todas         |
| AMG Motorsport               | Mitsubishi Lancer | G    | 63 | Lico Kaesemodel    | Todas         |
| Boettger Competições         | Chevrolet Astra   | G    | 6  | Alceu Feldmann     | Todas         |
| Boettger Competições         | Chevrolet Astra   | G    | 18 | Allam Khodair      | Todas         |
| Sky Racing                   | Peugeot 307       | G    | 14 | Luciano Burti      | Todas         |
| Sky Racing                   | Peugeot 307       | G    | 39 | Tarso Marques      | Todas         |
| K-Med Action Power Racing 2  | Peugeot 307       | G    | 7  | Thiago Marques     | Todas         |
| K-Med Action Power Racing 2  | Peugeot 307       | G    | 25 | Renato David       | 9             |
| K-Med Action Power Racing 2  | Peugeot 307       | G    | 70 | Antonio Pizzonia   | 1–8, 10, 12   |
| São Luiz/Hot Car Competições | Chevrolet Astra   | G    | 28 | Juliano Moro       | 1–9           |
| São Luiz/Hot Car Competições | Chevrolet Astra   | G    | 72 | Mario Romancini    | 10–12         |
| São Luiz/Hot Car Competições | Chevrolet Astra   | G    | 28 | Popó Bueno         | Todas         |
| RC3 Bassani                  | Peugeot 307       | G    | 35 | David Muffato      | Todas         |
| RC3 Bassani                  | Peugeot 307       | G    | 43 | Pedro Gomes        | Todas         |
| Panasonic Racing             | Peugeot 307       | G    | 4  | Julio Campos       | 3–7, 9        |
| Panasonic Racing             | Peugeot 307       | G    | 20 | Ricardo Sperafico  | Todas         |
| Panasonic Racing             | Peugeot 307       | G    | 42 | Ricardo Zonta      | 1–2, 8, 10–12 |
| Nova/RR Competições          | Peugeot 307       | G    | 13 | André Bragantini   | Todas         |
| Nova/RR Competições          | Peugeot 307       | G    | 71 | Norberto Gresse    | Todas         |
| Nascar Racing                | Mitsubishi Lancer | G    | 3  | Thiago Medeiros    | 1–3           |
| Nascar Racing                | Mitsubishi Lancer | G    | 8  | Carlos Alves       | 1–10          |
| Nascar Racing                | Mitsubishi Lancer | G    | 28 | Juliano Moro       | 10–12         |
| Nascar Racing                | Mitsubishi Lancer | G    | 87 | Ruben Fontes       | 4–9           |
| Officer Pamplona's           | Mitsubishi Lancer | G    | 11 | Nonô Figueiredo    | Todas         |
| Officer Pamplona's           | Mitsubishi Lancer | G    | 23 | Duda Pamplona      | Todas         |

## Calendário
| Prova       | Data           | Etapa              | Local             | Pole position    | Volta mais rápida | Vencedor         | Resumo   |
| ----------- | -------------- | ------------------ | ----------------- | ---------------- | ----------------- | ---------------- | -------- |
| 1           | 13 de Abril    | São Paulo          | São Paulo         | Ingo Hoffmann    | Cacá Bueno        | Marcos Gomes     | Detalhes |
| 2           | 4 de Maio      | Distrito Federal   | Brasília          | Ricardo Maurício | Ricardo Maurício  | Ricardo Maurício | Detalhes |
| 3           | 18 de Maio     | Paraná             | Curitiba          | Valdeno Brito    | Átila Abreu       | Ricardo Maurício | Detalhes |
| 4           | 21 de Junho    | Rio Grande do Sul  | Santa Cruz do Sul | Duda Pamplona    | Allam Khodair     | Cacá Bueno       | Detalhes |
| 5           | 5 de Julho     | Mato Grosso do Sul | Campo Grande      | Ricardo Maurício | Thiago Camilo     | Ricardo Maurício | Detalhes |
| 6           | 2 de Agosto    | São Paulo          | São Paulo         | Marcos Gomes     | Cacá Bueno        | Marcos Gomes     | Detalhes |
| 7           | 31 de Agosto   | Rio de Janeiro     | Rio de Janeiro    | Cacá Bueno       | Nonô Figueiredo   | Valdeno Brito    | Detalhes |
| 8           | 13 de Setembro | Paraná             | Londrina          | Thiago Camilo    | Thiago Camilo     | Thiago Camilo    | Detalhes |
| Super Final |                |                    |                   |                  |                   |                  |          |
| 9           | 21 de Setembro | Paraná             | Curitiba          | Ricardo Maurício | Ricardo Maurício  | Ricardo Maurício | Detalhes |
| 10          | 9 de Novembro  | Distrito Federal   | Brasília          | Ricardo Maurício | Ricardo Maurício  | Ricardo Maurício | Detalhes |
| 11          | 23 de Novembro | Rio Grande do Sul  | Viamão            | Ricardo Maurício | Cacá Bueno        | Cacá Bueno       | Detalhes |
| 12          | 7 de Dezembro  | São Paulo          | São Paulo         | Cacá Bueno       | Thiago Camilo     | Thiago Camilo    | Detalhes |

## Resultados da temporada

### Informações Adicionais
- Corridas marcadas com azul-claro foram realizadas debaixo de chuva.
- Sistema de pontuação: 25 pontos para o 1º colocado, 20 para o 2º colocado, 16 para o 3º colocado, 14 para o 4º colocado, 12 para o 5º colocado, 10 para o 6º colocado e menos 1 ponto até o 15º colocado. O piloto deve terminar a prova para a computação dos pontos.
- Os dez primeiros da fase qualificatória se classificam para os play-offs que decide o campeão da temporada.

### Pilotos
| Pos | Piloto             | Carro             | Fase qualificatória | Fase qualificatória | Fase qualificatória | Fase qualificatória | Fase qualificatória | Fase qualificatória | Fase qualificatória | Fase qualificatória | Fase qualificatória | Play-offs | Play-offs | Play-offs | Play-offs | Play-offs | Total |
| Pos | Piloto             | Carro             | SP                  | DF                  | PR                  | RS                  | MS                  | SP                  | RJ                  | PR                  | Sub total           | Play-off  | PR        | DF        | RS        | SP        | Total |
| --- | ------------------ | ----------------- | ------------------- | ------------------- | ------------------- | ------------------- | ------------------- | ------------------- | ------------------- | ------------------- | ------------------- | --------- | --------- | --------- | --------- | --------- | ----- |
| 1   | Ricardo Maurício   | Peugeot 307       | 4                   | 1                   | 1                   | 6                   | 1                   | 4                   | 20                  | 4                   | 127                 | 220       | 1         | 1         | 3         | 15        | 287   |
| 2   | Marcos Gomes       | Chevrolet Astra   | 1                   | 2                   | 2                   | 20                  | 2                   | 1                   | 3                   | 6                   | 136                 | 225       | 2         | 2         | 2         | Ret       | 285   |
| 3   | Thiago Camilo      | Chevrolet Astra   | 2                   | 5                   | 6                   | Ret                 | 5                   | 2                   | 4                   | 1                   | 113                 | 216       | 3         | 10        | 4         | 1         | 277   |
| 4   | Cacá Bueno         | Mitsubishi Lancer | 3                   | Ret                 | 5                   | 1                   | Ret                 | 3                   | 9                   | 8                   | 84                  | 214       | Ret       | 17        | 1         | 12        | 243   |
| 5   | Valdeno Brito      | Chevrolet Astra   | Ret                 | Ret                 | 3                   | 2                   | Ret                 | Ret                 | 1                   | 16                  | 61                  | 212       | 23        | 27        | 5         | 6         | 234   |
| 6   | Giuliano Losacco   | Peugeot 307       | Ret                 | 4                   | 8                   | 12                  | 9                   | 15                  | 25                  | 2                   | 54                  | 209       | 4         | 8         | 24        | 16        | 231   |
| 7   | Popó Bueno         | Chevrolet Astra   | 8                   | 6                   | 19                  | Ret                 | 8                   | 9                   | 19                  | 7                   | 42                  | 206       | 10        | 6         | Ret       | Ret       | 222   |
| 8   | Átila Abreu        | Peugeot 307       | 6                   | Ret                 | 4                   | Ret                 | 3                   | 12                  | 10                  | 9                   | 57                  | 210       | 9         | 20        | Ret       | 18        | 217   |
| 9   | Alceu Feldmann     | Chevrolet Astra   | 12                  | 9                   | 7                   | 8                   | 7                   | 17                  | 5                   | 26                  | 49                  | 207       | DSQ       | 21        | 6         | 21        | 217   |
| 10  | Allam Khodair      | Chevrolet Astra   | 16                  | 18                  | 23†                 | 3                   | 20                  | 5                   | 6                   | 3                   | 54                  | 208       | DSQ       | 26        | 26†       | 24        | 208   |
| 11  | Ingo Hoffmann      | Mitsubishi Lancer | Ret                 | Ret                 | Ret                 | 11                  | 18                  | 13                  | 8                   | 5                   | 28                  | 28        | 7         | 4         | 11        | 3         | 72    |
| 12  | Luciano Burti      | Peugeot 307       | Ret                 | 11                  | 15                  | DSQ                 | 6                   | Ret                 | 2                   | 29                  | 36                  | 36        | 21        | 15        | 7         | 10        | 52    |
| 13  | Duda Pamplona      | Mitsubishi Lancer | 22                  | 19                  | 17                  | 7                   | Ret                 | 7                   | 13                  | 14                  | 23                  | 23        | Ret       | 3         | 12        | 11        | 48    |
| 14  | Rodrigo Sperafico  | Mitsubishi Lancer | 13                  | 3                   | 20                  | 19                  | 15                  | 23                  | 11                  | 15                  | 29                  | 29        | DSQ       | 23        | 8         | 8         | 45    |
| 15  | Nonô Figueiredo    | Mitsubishi Lancer | Ret                 | 15                  | 9                   | 5                   | 23†                 | 18                  | 18                  | 13                  | 23                  | 23        | Ret       | 9         | 10        | Ret       | 36    |
| 16  | Lico Kaesemodel    | Mitsubishi Lancer | 21                  | Ret                 | DNQ                 | 15                  | Ret                 | 20                  | Ret                 | 12                  | 5                   | 5         | 6         | 11        | 14        | 4         | 36    |
| 17  | Antonio Jorge Neto | Mitsubishi Lancer | 5                   | 13                  | Ret                 | 4                   | 16                  | 11                  | Ret                 | 20                  | 34                  | 34        | DNQ       | 24        | Ret       | 23        | 34    |
| 18  | Pedro Gomes        | Peugeot 307       | 11                  | DNQ                 | Ret                 | Ret                 | 4                   | Ret                 | 15                  | 25                  | 20                  | 20        | 12        | 14        | DSQ       | 9         | 33    |
| 19  | Ricardo Sperafico  | Peugeot 307       | 18                  | Ret                 | 20                  | 25†                 | 22                  | 28†                 | 21                  | 21                  | 0                   | 0         | 17        | 5         | 21        | 2         | 32    |
| 20  | Juliano Moro       | Chevrolet Astra   | 20                  | 14                  | Ret                 | 17                  | Ret                 | 8                   | 17                  | 18                  | 10                  | 10        | 8         | 12        | 13        | Ret       | 25    |
| 21  | David Muffato      | Peugeot 307       | 7                   | Ret                 | Ret                 | 23                  | Ret                 | 21                  | 7                   | 11                  | 23                  | 23        | 15        | Ret       | DSQ       | Ret       | 24    |
| 22  | Hoover Orsi        | Chevrolet Astra   | 10                  | 7                   | 16                  | 16                  | Ret                 | 10                  | Ret                 | 24                  | 21                  | 21        | Ret       | 13        | Ret       | 17        | 24    |
| 23  | Felipe Maluhy      | Mitsubishi Lancer | 9                   | 12                  | 14                  | 14                  | 21                  | 14                  | 12                  | 27                  | 21                  | 21        | 13        | 16        | 22        | Ret       | 24    |
| 24  | Ricardo Zonta      | Peugeot 307       | 14                  | Ret                 | NP                  | NP                  | NP                  | NP                  | NP                  | 22                  | 2                   | 2         | NP        | 7         | 17        | 5         | 23    |
| 25  | Julio Campos       | Mitsubishi Lancer | NP                  | NP                  | 10                  | 24†                 | 10                  | 6                   | 23                  | NP                  | 22                  | 22        | DNQ       | NP        | NP        | NP        | 22    |
| 26  | Thiago Marques     | Peugeot 307       | Ret                 | 20                  | Ret                 | 13                  | 11                  | 16                  | 28                  | 10                  | 14                  | 14        | 20        | 19        | 9         | 20        | 21    |
| 27  | Daniel Serra       | Chevrolet Astra   | Ret                 | 8                   | 11                  | 9                   | 19                  | Ret                 | Ret                 | 28                  | 20                  | 20        | DSQ       | 22        | 16        | 19        | 20    |
| 28  | Tarso Marques      | Peugeot 307       | Ret                 | Ret                 | Ret                 | 10                  | Ret                 | 29                  | 24                  | Ret                 | 6                   | 6         | 11        | Ret       | 23        | 7         | 20    |
| 29  | William Starostik  | Peugeot 307       | Ret                 | 22                  | Ret                 | 22                  | 13                  | Ret                 | 27                  | 19                  | 3                   | 3         | 5         | DNQ       | Ret       | 14        | 17    |
| 30  | André Bragantini   | Peugeot 307       | 17                  | 10                  | 12                  | 21                  | 24†                 | 27                  | 14                  | Ret                 | 12                  | 12        | DNQ       | 25        | 25        | Ret       | 12    |
| 31  | Antonio Pizzonia   | Peugeot 307       | 15                  | Ret                 | DSQ                 | Ret                 | 14                  | 24                  | 16                  | Ret                 | 3                   | 3         | NP        | 18        | NP        | 13        | 6     |
| 32  | Carlos Alves       | Mitsubishi Lancer | 19                  | 21                  | 18                  | DNQ                 | 12                  | 26                  | 26                  | Ret                 | 4                   | 4         | 21        | Ret       | NP        | NP        | 4     |
| 33  | Renato David       | Peugeot 307       | NP                  | NP                  | NP                  | NP                  | NP                  | NP                  | NP                  | NP                  | -                   | -         | 14        | NP        | NP        | NP        | 2     |
| 34  | Guto Negrão        | Chevrolet Astra   | Ret                 | 23                  | 21                  | 18                  | Ret                 | 19                  | Ret                 | Ret                 | 0                   | 0         | 18        | Ret       | 15        | Ret       | 1     |
| -   | Norberto Gresse    | Peugeot 307       | Ret                 | Ret                 | Ret                 | Ret                 | Ret                 | 22                  | 22                  | 23                  | 0                   | 0         | 16        | Ret       | 19        | Ret       | 0     |
| -   | Ruben Fontes       | Mitsubishi Lancer | NP                  | NP                  | NP                  | Ret                 | 17                  | 25                  | Ret                 | 17                  | 0                   | 0         | 19        | NP        | 18        | NP        | 0     |
| -   | Thiago Medeiros    | Mitsubishi Lancer | Ret                 | 24                  | 22                  | DNQ                 | NP                  | NP                  | NP                  | NP                  | 0                   | 0         | NP        | NP        | NP        | NP        | 0     |
| -   | Mario Romancini    | Chevrolet Astra   | NP                  | NP                  | NP                  | NP                  | NP                  | NP                  | NP                  | NP                  | -                   | -         | NP        | DSQ       | 20        | 22        | 0     |
| Pos | Piloto             | Carro             | SP                  | DF                  | PR                  | RS                  | MS                  | SP                  | RJ                  | PR                  | Sub total           | Play-off  | PR        | DF        | RS        | SP        | Total |
| Pos | Piloto             | Carro             | Fase qualificatória | Fase qualificatória | Fase qualificatória | Fase qualificatória | Fase qualificatória | Fase qualificatória | Fase qualificatória | Fase qualificatória | Fase qualificatória | Play-offs | Play-offs | Play-offs | Play-offs | Play-offs | Total |

| Cor      | Resultado            |
| -------- | -------------------- |
| Ouro     | Vencedor             |
| Prata    | 2º lugar             |
| Bronze   | 3º lugar             |
| Verde    | Terminou, nos pontos |
| Azul     | Terminou, sem pontos |
| Púrpura  | Retirou-se (Ret)     |
| Vermelho | Não qualificado (NQ) |
| Preto    | Desqualificado (DSQ) |
| Branco   | Não largou (NL)      |
| Sem cor  | Não participou (NP)  |
| Sem cor  | Lesionado (Les)      |
| Sem cor  | Excluído (EX)        |

|  |                         |
|  | Disputaram os play-offs |

† = Não terminou a etapa, mas foi classificado porque completou 90% da corrida.

### Equipes
| Pos | Equipe                   | Carro             | Pneus | Pontos | Vitórias | Pódios | Poles |
| --- | ------------------------ | ----------------- | ----- | ------ | -------- | ------ | ----- |
| 1   | Andreas Mattheis         | Chevrolet Astra   | G     | 259    | 3        | 12     | 2     |
| 2   | WA Mattheis              | Peugeot 307       | G     | 208    | 5        | 6      | 5     |
| 3   | Vogel Motorsport         | Chevrolet Astra   | G     | 169    | 2        | 5      | 1     |
| 4   | Eurofarma RC Competições | Mitsubishi Lancer | G     | 149    | 2        | 4      | 1     |
| 5   | JF Racing                | Peugeot 307       | G     | 142    |          | 2      |       |
| 6   | Boettger Competições     | Chevrolet Astra   | G     | 113    |          | 2      |       |
| 7   | AMG Motorsport           | Mitsubishi Lancer | G     | 108    |          | 1      | 1     |
| 8   | Officer-Pamplona's       | Mitsubishi Lancer | G     | 86     |          | 1      | 1     |
| 9   | Panasonic Racing         | Peugeot 307       | G     | 77     |          | 1      |       |
| 10  | Hot Car Competições      | Chevrolet Astra   | G     | 76     |          |        |       |
| 11  | Sky Racing               | Peugeot 307       | G     | 65     |          | 1      |       |
| 12  | Terra-Avallone           | Mitsubishi Lancer | G     | 60     |          | 1      |       |
| 13  | RC3 Bassani              | Peugeot 307       | G     | 59     |          |        |       |
| 14  | Red Bull-Nasr Racing     | Chevrolet Astra   | G     | 45     |          |        |       |
| 15  | Action Power Racing 2    | Peugeot 307       | G     | 31     |          |        |       |
| 16  | Nova/RR Competições      | Peugeot 307       | G     | 12     |          |        |       |
| 17  | Nascar Racing            | Mitsubishi Lancer | G     | 11     |          |        |       |

|  |                                           |
|  | Equipes rebaixadas para a Stock Car Light |